# Dana Powell
Dana Powell is een Amerikaanse actrice, vooral bekend als Pameron Tucker in de sitcom Modern Family.

## Filmografie
- Cars on the Roads (2022) als Mato (stem)
- Remotely Working (2019) als Kate
- To the Grave (2018) als Margot Bleeker
- The Breakup Bar (2019) als Penny
- Modern Family (2013-heden) als Pameron Tucker
- Battlecreek (2017) als Melinda
- Alex & The List (2017) als Holly
- Handsome: A Netflix Mystery Movie (2017) als Sky
- Unit Zero (2017) als Midge
- Ride Shared (2016) als onbekende rol
- Food Court (2016) als Girl Scout Cookie Defendant
- Piece of Cake (2016) als Janet
- Clipped (2015) als Robin Doyle
- Salem Rogers (2015) als Gwynn
- In-Between (2015) als Agnes McGuire
- Donation (2014) als Beth
- Veep (2014) als Kelly
- This Is Ellen (2013) als Rose
- Suburgatory (2011-2013) als Rhonda
- 2 Broke Girls (2012) als Shana
- Pepper (2011) als Jane
- Bridesmaids (2011) als Claire
- Brainstorm (2009) als Alison
- Emily's Reasons Why Not (2008) als Mindy Saline
- Point View Terrace (2008) als Helen
- The Megan Mullally Show (2006) als meerdere rollen
- Reno 911! (2005) als American Idol Hopeful